# Pratz (Luksemburg)
Pratz (lb. Proz) – wieś (Uertschaft) w zachodnim Luksemburgu, w kantonie Redange, w gminie Préizerdaul. Do 3 października 2015 miejscowość leżała w dystrykcie Diekirch. Liczy 563 mieszkańców (31 grudnia 2022). 